# Fortitie
Fortitie, ook wel verharding geheten, is in de spraak het vrij ongewone verschijnsel dat de articulatie van een zachte medeklinker in die van een harde verandert. De meest voorkomende klankverschuiving die op deze manier voorkomt is die van een fricatief of approximant in een plosief, bijvoorbeeld: [v] → [b] of [r] →[d]. 
Fortitie vindt meestal plaats aan het begin van woorden en in beklemtoonde lettergrepen. In de optimaliteitstheorie kan fortitie ook het gevolg zijn van de verminderde gemarkeerdheid van een bepaalde vorm, of van morfologische nivellering.

## Voorbeelden
De articulatie van de zeer veel voorkomende approximant /j/ wordt soms op deze manier versterkt. Aangezien dit een halfklinker is, zou vrijwel elke verandering van deze klank behalve deletie leiden tot fortitie. In enkele Eskimo-Aleoetische talen, het Ket en sommige dialecten van het Spaans is de betreffende klank hierdoor veranderd in de stemhebbende fricatief [ʝ]. In sommige Germaanse talen is het via een stemloze palatale approximant verworden tot een [ç], de stemloze tegenhanger van [ʝ]. Ook veranderde /j/ gedurende de ontwikkeling van de Romaanse talen soms in de affricaat [dʒ]. Deze klankverschuivingen dienen te worden onderscheiden van palatalisatie en assibilatie.
Fortitie waarbij de zeldzame alveolaire fricatieven [θ] and [ð] als gevolg van gemarkeerdheid veranderen in de veel gewonere dentalen [t] and [d] is een alledaagser verschijnsel dat bijvoorbeeld is opgetreden in de meeste op het Europese vasteland gesproken Germaanse talen, maar ook in sommige dialecten van het Engels, en in enkele Uralische en Semitische talen.
Fortitie komt ook vrij veel voor bij stemloze varianten van de laterale approximant [l]. Het resultaat is de stemloze laterale alveolaire fricatief [ɬ].
Een combinatie van fortitie en de omgekeerde klankverschuiving is opgetreden in het Spaans, waar de bilabiale plosief [b] in het midden van woorden soms in de fricatief [β] veranderde (lenitie), terwijl met deze fricatief aan het begin van woorden en lettergrepen het omgekeerde gebeurde. Als gevolg hiervan is in het hedendaagse Spaans fonetische neutralisatie  als gevolg van allofonie ontstaan: twee fonemen met de grafemen b en v worden hetzelfde uitgesproken.
In het Iraqw is /d/ in intervocale positie verzacht tot de liquida /r/, maar heeft /r/ aan het begin van woorden fortitie naar /d/ ondergaan.
Fortitie in een taal kan ook optreden bij leenwoorden. In de Goidelische talen is dit gebeurd met fricatieven aan het begin van woorden, wanneer de betreffende klanken geen fonemen waren (zie ook eclipsis).